# Rua Sergipe
A Rua Sergipe é uma das mais importantes e tradicionais vias de comércio de Londrina, cidade do norte Paranaense.
Localizada no centro da cidade, a Rua Sergipe possui um rico patrimônio arquitetônico com seus prédios do início da década de 1940, época que esta via era conhecida, popularmente, como "A Pequena Tóquio" em virtude de suas construções e manifestações culturais típicas do povo japones, etnia que ajudou a fundar a cidade.

## Ligação externa
- Rua Sergipe